# Penis
|  | For symbolet for den stive penis, se fallos |
Penis (flertal penisser, penes) er et eksternt kønsorgan der ses hos visse hvirveldyr og hvirvelløse dyr af biologisk hankøn.
Penisen er et reproduktivt organ, og tjener for placentale pattedyr også som det eksterne organ til vandladning. Den findes generelt på pattedyr og reptiler.

## Lingvistik

### Etymologi
Ordet "penis" er taget fra det latinske ord for "hale." Nogle mener at det stammer fra indoeuropæisk pesnis, og det græske ord πεος = "penis" fra indoeuropæisk *pesos.
Det latinske ord "phallus" eller "fallos" (fra græsk φαλλος) bruges somme tider til at beskrive penisen, selvom "fallos" oprindeligt blev brugt til at beskrive billeder, afbildninger af eller udhuggede skulpturer af penisen.
Adjektivformen af ordet penis er penil. Dette adjektiv bruges ofte til at beskrive det mandlige kønsorgans forskellige tilhørende strukturer, som ofte findes hos mange former for hvirvelløse dyr. Flertalsformen kan både være peniser og penisser.

### Slang
Som med næsten ethvert andet aspekt af den menneskelige krop,[kilde mangler] der er involveret i seksuelle eller ekskretionelle funktioner, eksisterer mange slangord for penis, såsom "pik", "diller" eller "tissemand"[kilde mangler] – sidstnævnte ord er betegnende for penis' funktion ved urinering ("at tisse").

## Mennesket

### Struktur
Penis ligger på forsiden af pungen (scrotum) og under symfysen.
Organet inddeles i en tilhæftet del penisroden (radix penis), som ligger skjult under roden af pungen, og en fri bevægelig del bestående af penisskaftet (corpus penis) og penishovedet (glans penis). Det er i daglig tale den frie bevægelige del, der bærer navnet penis.[kilde mangler]
Penisroden består af tre svulmelegemer. Et spongiøst svulmelegeme (bulbus penis) i midtlinien og to kavernøse svulmelegemer (crura penis) i siderne. Bulbus penis er bundet op til den del af bækkengulvet (diaghragma pelvis), der hedder (diaghragma urogenitale); derudover er den dækket af en muskel (musculus bulbospongiosus). Urinrøret (Urethra) løber gennem bulbus penis. De to svulmelegemer crura penis er aflange og kegleformede. De er bundet op til de forenede rami på hoftebenet (os coxae). De er hver især dækket af en musculus isciocavernosus.
Penisskaftet (corpus penis) består af en fortsættelse af de tre svulmelegemer.
Et kavernøst legeme (corpus cavernosus) i hver side, der er en fortsættelse af de to crura penis og et spongiøst legeme (corpus spongiosum penis) i midlinien, der er en fortsættelse af bulsbus penis, og derfor også her indeholder urinrøret (urethra).
Penishovedet (glans penis) er den perifere ende af det spongiøse legeme (corpus spongiosum penis). Formen er nærmest kegleformet med basis vendende mod penisskaftet (corpus penis). Yderst ses den ydre urinrørsåbning (ostium urethrae externum). Til siderne og bagud ender den i en prominerende krave (corona glandis). Undersiden har en midtstillet fure hvori forhuden (preputium) hæfter. Forhuden er en hudduplikatur, der normalt dækker over penis, når denne er slap, mens den trækkes tilbage, når penis er erigeret.[kilde mangler] Indersiden af forhuden og den nederste del af glans penis (penishovedet) er sæde for en række kirtler de tysonske kirtler (glandulae preputiales), der secernerer et fedtholdigt sekret.
Penis er ud over penisrodens tilhæftning, som er beskrevet ovenfor, også fikseret til kroppen via 2 ligamenter: lig. suspensorium penis og lig. fundiforme penis.

### Homologi
Penishovedet er homolog med klitorishovedet og penisforhuden er homolog til klitorisforhuden.

### Pubertet
Ved pubertetens begyndelse begynder testiklerne at udvikle sig, og kønsorganerne vokser. Penisen begynder at vokse i alderen mellem tidligst 10 og senest 15. Væksten er oftest fuldeldt ved 18-21 år. I løbet af processen begynder pubeshår også at vokse frem over og omkring penis.

### Erektion
En erektion er stivhed og rejsning af penis, der sker ved seksuel opstemthed, selvom dette også kan ske i ikke-seksuelle situationer. Den primære fysiologiske mekanisme, som bringer en erektion, er den autonome dilation af de arterier som fører blod til penis, hvilket lader mere blod fylde de tre erektile vævskamre i penisen, og får den til at blive længere og stivere. Det nu fyldte erektile væv presser mod og forsnævrer de vener, der fører blod væk fra penis. Mere blod tilføres penis end der fratages og en ligevægt nås, hvor en jævn mængde blod flyder ind i de udvidede og ud af de forsnævrede vener; en fast erektil størrelse nås ved denne ligevægt.

#### Erektionsvinkel
Erigerede penis kan pege i forskellige retninger, alt afhængigt af spændingen af ligamentet der holder penis i en pågældende position. Den følgende tabel viser hvor almindelige forskellige erektionsvinkler er for en stående mand. I tabellen betyder nul grader at penis peger direkte op mod maveregionen, 90 grader er vandret og fremad mens 180 grader er at pege direkte mod personens fødder. Den mest almindelige vinkel er opad. 
| Vinkel (grader) | Procent (af mænd) |
| --------------- | ----------------- |
| 0-30            | 5%                |
| 30-60           | 30%               |
| 60-85           | 31%               |
| 85-95           | 10%               |
| 95-120          | 20%               |
| 120-180         | 5%                |

### Udløsning
En udløsning eller "ejakulation" er afgivelsen af sæd fra penis, og ledsages oftest af en orgasme. En række muskelsammentrækninger leverer sæd, som indeholder mandlige gameter kendt som sædceller, fra penis (og ind i skeden hvis det er med reproduktiv intention ved samleje).
Udløsning kan ske spontant mens man sover (en natlig udløsning eller 'våd drøm').
Udløsningen har to faser: udledningen og den egentlige udløsning. Udløsningsrefleksens udledningsfase er under den sympatiske nervesystems kontrol,[kilde mangler] mens selve udløsningsfasen kontrolleres af spinalrefleks på niveau med spinalnerverne S2–4 via pudendalnerven.[kilde mangler]

### Størrelse
Forskellige undersøgelse har opnået forskellige resultater, men der er konsensus om, at den gennemsnitlige erigerede menneskepenis har en længde mellem 12.9-15 cm med 95% en:confidence interval på (10,7 cm, 19.1 cm).. Det typiske omkreds er omkring 12,3 cm,[kilde mangler] når den er fuldt erigeret. Gennemsnittet af penisstørrelser er en smule større end medianens størrelse. Det betyder at de fleste peniser er mindre, end den gennemsnitlige penisstørrelse.[kilde mangler]
Et forskningprojekt som opsummerede mange offentliggjorte studier lavet af læger af forskellig nationalitet, viser at på globalt plan ligger størrelsen på en erigeret penis i gennemsnit mellem 9,6 og 16 cm. Det er blevet foreslået at denne forskel ikke kun skyldes genetik, men også miljømæssige faktorer såsom kultur, kost, udsættelse for kemisk forurening, osv. Endokrin disruption fra at være udsat for kemisk forurening er blevet forbundet med deforme kønsdele hos begge køn (blandt mange andre problemer).

### Ændring af kønsdelene
Blandt former for penispiercing er Prins Albert-, apadravya-, ampallang-, dydoe- og frenumpiercingen. Forhudsgendannelse eller strækning er en anden form for kropsforandring, såvel som et implantat under penisskaftet. Ved kønskorrigerende operation kan en penis omformes til en neovagina, hvilket nogle transkønnede kvinder ønsker. Ligeledes kan man med Phalloplastik forstørre klitoris til en penis, som nogle transkønnede mænd ønsker.
Der findes også andre former for indgreb som kan ændre penis, selvom de sjældent foretages i Vesten uden en diagnosticeret medicinsk grund. Bortset fra penektomi så er den måske mest radikale af disse subincision, hvorved urinrøret deles langs penis' underside.

### Normale variationer
- Hirsuties papillaris genitalis er hævede bump af en ret bleg farve som kan fremkomme omkring glansens. De er ganske normale.
- Fordyces angiokeratomer er små, hævede gulligt-hvide prikker, ca. 1-2 mm i diameter, som kan fremkomme på penisen.
- Sebaceous prominences er hævede bump meget lig Fordyces angiokeratomer på penisskaftet, men befinder sig på talgkirtlerne. De er også normale.
- Forhudsforsnævring er den manglende evne til at trække forhuden fuldstændigt tilbage. Den er harmløs for spædbørn og mindre børn, hvor den ses hos 8% af de 10-årige drenge.

### Sygdomme
- Ødem (hævelse) af forhuden eller iturivning af overhuden kan ske fra seksuel aktivitet, deriblandt onani.[kilde mangler]
- Parafimosis er den manglende evne til at bevæge forhuden fremad, over glansen. Dette kan skyldes væske fanget i forhuden, som er forblevet tilbagetrukket, eventuelt efter en medicinsk procedure, eller ophobning af væske i forhuden på grund af friktion under livlig seksuel aktivitet.
- Ved Peyronies sygdom vokser uregelmæssigt arvæv ind i penisens bløde væv, hvilket skaber en krumning. Alvorlige tilfælde kan afhjælpes ved kirurgiske indgreb.
- En trombose kan opstå under perioder med hyppig og længerevarende seksuel aktivitet, specielt fellatio. Det er oftest harmløst og retter sig selv indenfor nogle få uger.[kilde mangler]
- Infektion med herpes kan ske efter seksuel kontakt med en smittebærer; dette kan føre til udviklingen af herpessår.
- Penil fraktur kan ske hvis den erigerede penis bøjes unaturligt meget. Dette kan føre til en 'knaldende' eller sprækkende lyd samt smerte i penis. Penil fraktur bør hurtigst muligt behandles, da hurtig behandling sænker risikoen for en permanent penil krumning.
- For folk med diabetes kan perifer neuropati give en prikken i den penile hud og somme tider reducere eller fuldstændigt fjerne følelsen. Den reducerede følelse kan føre til problemer ved sex, da det kan gøre det umuligt at opnå seksuel nydelse gennem stimulering af penis. Siden problemet skyldes permanent nerveskade er præventiv behandling gennem god kontrol over personens diabetes den primære behandling. Det kan være muligt at opnå begrænset helbredelse gennem forbedret diabeteskontrol.
- Erektil dysfunktion, bedre kendt som impotens, er den manglende evne til at få og fastholde en erektion i en sådan grad at den kan bruges til tilfredsstillende seksuel aktivitet. Diabetes er en af de primære årsager, såvel som naturlig ældning. Der eksisterer flere behandlingsformer, deriblandt sildenafilcitrat (markedsført som Viagra) som skaber vasodilation.
- Priapisme er en smertefuld og potentielt skadelig medicinsk tilstand hvor den erigerede penis ikke vender tilbage til sit slappe stadie. Årsagsmekanismerne forstås endnu ikke fuldt ud, men involverer komplekse neurologiske og vaskulære faktorer. Blandt de potentielle komplikationer er trombose og impotens. I alvorlige tilfælde kan tilstanden medføre gangræn (koldbrand), hvilket kan nødvendiggøre amputering. Tilstanden er blevet sat i forbindelse med en række forskellige stoffer, deriblandt prostaglandin men ikke Viagra.[10]
- Lymfeangiosklerose er et hærdet lymfekar, selvom det kan føles som et hærdet, næsten forkalket eller fibrøs, vene. Oftest deler den dog ikke venens almindelige blå farve. Den kan mærkes som en hærdet knude eller "vene" selv når penis er slap, og endnu tydeligere under en erektion. Det betragtes som en benign fysisk tilstand. Den er ret almindelig og kan komme som følge af specielt vild seksuel aktivitet for mænd, og har en tendens til at forsvinde efter hvile eller ved blidere aktivitet, for eksempel ved brug af glidecreme.
- Peniskræft er en sjældenhed, og findes generelt kun hos 1 person ud af 100.000 i udviklede lande. Det siges at omskæring beskytter mod sygdommen, men denne påstand er højst kontroversiel.[11]

#### Udviklingssygdomme
- Hypospadi er en udviklingssydom hvor urinvejsåbning er placeret forkert ved fødslen. Hypospadi kan også forekomme iatrogent.[12] Det rettes ofte via kirurgi.
- En mikropenis er en meget lille penis forårsaget af udviklingsmæssige eller medfødte problemer.
- Diphallia, eller penil duplikering (PD), er en tilstand hvor en person har to peniser. Dette forekommer dog meget sjældent.

#### Penismisundelse
- I år 1908 introducerede Sigmund Freud et grundlæggende begreb i den kvindelige seksualitet, kaldet penismisundelse. Penismisundelsen består i, at pigen på et tidspunkt opdager den anatomiske kønsforskel mellem mænd og kvinder. Pigen føler sig kastreret og bliver misundelig på drengen over dennes penis og ønsker sig en penis ligesom drengens. Begrebet penismisundelse er et af de mest omdiskuterede og kritiserede psykoanalytiske begreber og anvendes ikke uden for psykoanalytisk teori.[13]